# دختر و پلیس
دختر و پلیس (آلمانی: Der Bulle und das Mädchen) یک فیلم اکشن آلمانی به کارگردانی پیتر کگلویتس است که در سال ۱۹۸۵ منتشر شد.

## گزیدهٔ بازیگران
- یورگن پراخنو
- کریستیانا یاندا
- دانیل اولبریخسکی
- پاول لاندوسکی